# Société de Don
Pour les articles homonymes, voir Don.
La Société de Don est une compagnie minière qui a exploité la houille à Annœullin dans le bassin minier du Nord-Pas-de-Calais. Formée le 13 juin 1857, elle effectue des sondages au nord de la concession de Courrières, et ouvre une fosse au diamètre de quatre mètres fin 1858 à Annœullin, puis, craignant de ne pas avoir sa concession, elle ouvre une fosse à Wiers en Belgique. Quatre décrets, datés du 19 décembre 1860, instituent en même temps les quatre concessions d'Ostricourt, de Carvin, de Meurchin et d'Annœullin.
Vers le milieu de l'année 1864, la Société de Don, pour échapper à une liquidation forcée, décide de mettre en vente son charbonnage de Wiers et ses sondages de Pommerœul-Hensies pour le prix de 800 000 francs, payable moitié en espèces, moitié en actions de la société. Cette vente a produit 266 650 francs en espèces, dont 103 800 francs ont été consacrés à dégager une hypothèque mise sur le dit charbonnage, et a fait rentrer à la souche 570 actions.
La fosse d'Annœullin est inondée en 1864. En 1866, la Société de Don est liquidée, et rachetée par la Compagnie des mines de Béthune et des créanciers pour 120 000 francs. La concession et la fosse sont revendus à la Société d'Annœullin-Divion en 1874, qui ne rencontre pas le succès, si bien qu'elle est liquidée et vendue le 21 août 1880 à un groupe de banquiers de Paris, qui n'ont finalement pas repris l'exploitation. La concession d'Annœullin est rattachée à celle de Meurchin en 1884.

## Premiers travaux
Une Société s'est formée, le 13 juin 1857, au capital de 36 000 francs, pour entreprendre des recherches au nord de celles exécutées par la Compagnie de Courrières, en vue d'une extension de sa concession, et concurremment avec celles qu'exécutent deux autres Sociétés, celles de Meurchin et de Carvin.
La concession d'Annœullin est située en très grande partie dans le département du Nord, et jusqu'en 1877, elle est comprise dans le Bassin du Nord. À partir de cette année, elle figure dans le Bassin du Pas-de-Calais.
Elle exécute neuf sondages, dont cinq atteignent le calcaire carbonifère, deux le terrain houiller, mais sans houille, et deux la houille.

## Statuts de la Société
La Société de recherches du 13 juin 1857 est transformée en Société d'exploitation par acte notarié du 2 février 1858.
La Société est civile. Elle prend la dénomination de Société houillère de Don. Les comparants font apport à la Société de leurs travaux de sondage, de leur matériel et outillage, enfin de leurs droits d'invention et de priorité à invoquer pour l'obtention d'une concession. Le capital est fixé à trois millions, divisés en 3 000 actions de 1 000 francs. Elles seront émises au fur et à mesure des besoins. Il est attribué aux comparants, en compensation de leurs apports, 480 actions affranchies de tous versements et exemptes de tous appels de fonds. Elles demeurent à la souche et ne seront remises aux comparants qu'après l'obtention de la concession. En outre, quinze actions libérées sont mises à la disposition du Conseil d'administration pour récompenser des services qui pourraient être rendus à la Société. La Société sera administrée par un Conseil composé de cinq membres, possédant chacun au moins dix actions. Les Administrateurs sont élus pour cinq ans et se renouvellent par cinquième, d'année en année, à partir du 1er janvier 1863. Les pouvoirs du Conseil d'administration sont les plus étendus. L'Assemblée générale est composée de tous les porteurs de dix actions, donnant droit à une voix. Le même actionnaire ne peut réunir plus de trois voix, soit par lui-même, soit comme fondé de pouvoirs d'un autre actionnaire. L'Assemblée générale se tient chaque année, le premier mardi de février. Elle entend les rapports de l'Administration, reçoit les comptes, les discute et les approuve s'il y a lieu. Elle nomme les administrateurs. Dans le but de ne pas livrer les fonds étrangers aux chances aléatoires de recherches qui, quoique jusqu'aujourd'hui très satisfaisantes, ont encore à se compléter, les fondateurs ont voulu coopérer à former de leurs propres deniers la réalisation complète de ce qui doit former les fonds de l'exploitation. En conséquence, avant l'émission des fonds d'exploitation, dont le moment est laissé à l'appréciation du conseil d'administration, il est émis 80 parts de 1 000 francs, dites semi-fondatrices, dont la souscription est réservée de préférence aux fondateurs, et qui donneront droit comme rémunération, à quatre actions de la Société d'exploitation.

## Modifications successives des Statuts
Le capital primitif, ou de la Société de recherches, de 36 000 francs, complété par l'émission de 80 parts semi-fondatrices de 1 000 francs, est élevé ainsi à 116 000 francs, et permet l'achèvement des sondages d'exploration. Les Assemblées générales des 1er février 1859 et 10 octobre 1860 modifient en conséquence le chiffre des actions libérées de 1 000 francs attribué aux fondateurs, et le fixent à 800 francs, qui n'ont toutefois été délivrées aux ayants droit qu'après le décret de concession du 19 décembre 1860.
Ces Assemblées décident la création du poste de Directeur-Gérant, dont la nomination est laissée au choix du Conseil d'administration et la constitution nouvelle de l'Assemblée générale, qui se composera, à l'avenir, de tout porteur d'action, même d'une seule, chaque action donnant droit à une voix, sans qu'un même actionnaire ne puisse réunir plus de vingt voix.
Quoique la Société a été constituée par acte du 2 février 1858, il n'a été émis d'actions payantes qu'à partir du 14 juin 1858, ainsi que le constate l'exposé historique présenté par le Conseil d'administration à l'Assemblée générale du 7 juin 1864, dont on trouvera ci-dessous le résumé.

## Historique financier de la Société de Don
Après quelque temps d'hésitation, la souscription des actions payantes marche enfin sans encombre et est même l'objet d'une certaine recherche, quand la publicité donnée intempestivement à l'avis administratif de l'un des Ingénieurs chargé d'instruire la demande en concession vient l'arrêter brusquement : 882 actions seulement ont été souscrites.
L'opinion des Ingénieurs tendait à dénier à la Société de Don tout droit à une concession, et à la faire indemniser de ses travaux, par une Compagnie voisine, par le paiement d'une somme de 200 000 francs. Bientôt même, elle prend tant de consistance dans leur esprit, qu'on lui impose une fusion avec la Compagnie de Carvin, fusion dont les termes ont longtemps été discutés, débattus, et qui ont été sur le point de s'accomplir.
C'est au milieu de ces perplexités que la Compagnie de Don entreprend des recherches de houille en Belgique, à Wiers et à Pommerœul-Hensies.
Le décret du 19 décembre 1860, qui instituait la concession d'Annœullin, semble devoir modifier l'opinion du public. Il n'en a pas été ainsi, et le placement des actions ne s'effectue pas. C'est alors que la Société de Don a dû, dès 1860, recourir aux emprunts.
Le 5 juin 1860, une émission de 850 000 francs d'obligations à 250 francs, produisant 5 % d'intérêt et remboursables à 300 francs, en vingt ans, ne rencontre preneurs que jusqu'à concurrence de 99 750 francs.
Le 10 octobre de la même année, un emprunt de 500 000 francs est voté, par l'Assemblée générale, sous la garantie d'une très grande partie des actionnaires, auxquels, en retour de ce service, on alloue un intérêt de 4 % sur leurs actions. On ne trouve à le réaliser que sous la signature personnelle des administrateurs et du directeur. Mais ce moyen n'est que transitoire. Il est trop onéreux, puisque l'intérêt s'élevait à 10 %.
Le 4 juin 1861, le conseil d'administration propose à l'Assemblée générale de porter le capital actuel à six millions, divisés en titres au porteur de 500 francs, et pour déterminer des souscriptions nouvelles parmi les actionnaires, le Conseil demande qu'une action soit donnée, à titre gratuit, à tout porteur d'une action ancienne de 1 000 francs qui en souscrirait une nouvelle de 500 francs émise an pair. Il y a alors en circulation 1 662 actions seulement. L'Assemblée générale n'adopte pas cette proposition et, malgré l'opposition du Conseil, une nouvelle Assemblée, tenue le 25 du même mois, décide l'émission d'actions de 500 francs à 400 francs avec un intérêt annuel de 5 % sur les sommes versées.
Cette émission n'a pas eu de succès : 365 actions seulement ont été souscrites. Une nouvelle Assemblée générale se tient le 28 août 1861, et décide l'émission de 2 676 actions de 500 francs, libérées à 400, produisant 25 francs d'intérêt annuel, et conférant droit à pareil intérêt sur une action ancienne de 500 francs ; en résumé 50 francs d'intérêt pour 400 francs versés. Il n'a été souscrit que 1 720 actions, dont le produit ne sert qu'à payer une partie du découvert chez les banquiers. La même Assemblée a aussi voté l'émission d'un emprunt de trois millions en obligations de 400 francs, remboursables à 500, Il en a été souscrit seulement 61.
L'Assemblée du 3 juin 1862 n'a pu que constater la réduction de la dette à 250 000 francs. Un nouvel emprunt de deux millions, voté par l'Assemblée générale, n'a pas eu plus de succès, bien que, véritable vente à réméré, il a porté pour condition l'abandon aux porteurs de tous les droits de propriété de la Société en cas de cessation de paiement des intérêts. Force a été de réunir l'Assemblée générale le 11 septembre suivant. Elle vote, avec un emprunt d'un million à 6 % garanti hypothécairement sur les charbonnages d'Annœullin et de Wiers, l'émission de 1 604 actions nouvelles à 400 francs et aux conditions d'intérêt précité. 1 044 actions seulement ont été souscrites et 603 800 francs procurés sur l'emprunt d'un million.
Les dettes qui, au 27 mai 1861, s'élèvent à 592 571,33 francs ont intégralement été couvertes, toutes les garanties dégagées, la marche des travaux provisoirement assurée, et les intérêts payés régulièrement pour la seconde fois à l'échéance. Mais toutes ces mesures successives, toujours insuffisantes, ont créé à la Société une charge énorme, le paiement d'un intérêt annuel de 137 825 francs sur 5 513 actions privilégiées, et 45 000 francs sur l'emprunt, soit un total de 182 825 francs. La balance du 1er mai 1864 fait ressortir un déficit de 61 742,06 francs. À savoir : sommes dues à divers 119 179,31 francs, auxquelles ont déduit les valeurs en caisse et portefeuille et créances : 57 437,25 francs, il reste un déficit de 61 742,06 francs, dont 45 178,12 francs immédiatement exigibles et exigés.
En présence de cette situation, et pour échapper à une liquidation forcée, il a été décidé de mettre en vente les charbonnages belges de Wiers et de Pommerœul-Hensies pour le prix de 800 000 francs, payable pour moitié en espèces, et pour moitié en actions de Don qui seraient acceptées en paiement au taux d'émission de 500 francs pour les actions privilégiées, et de 250 francs pour celles n'ayant pas droit à intérêt.
En même temps, il a été proposé de constituer une Société pour ce rachat des charbonnages belges, au capital d'un million, divisé en 2 000 actions de 500 francs. On voit, par un rapport à l'Assemblée générale du 6 février 1865, que la vente du charbonnage de Wiers ramène quelques ressources dans la caisse de la Société de Don, et permet de reprendre les travaux d'Annœullin un instant interrompus. Toutefois ces ressources sont vite épuisées.
Le Conseil d'administration a bien obtenu du charbonnage de Wiers 800 000 francs, moitié espèces et moitié titres d'actions a rentrer à la souche, mais la souscription ouverte pour constituer la Société de rachat de ce charbonnage a eu le sort de toutes les émissions précédentes. Il a fallu dégager une hypothèque de 103 800 francs sur Wiers, et il ne rentre en caisse, de cette vente, que 162 850 francs qui ont servi à payer le découvert et différentes dépenses. Au 1er février 1865, il ne reste disponible que 196,34 francs. Pour continuer les travaux, il faut se procurer 250 000 francs. On demande aux actionnaires de rapporter cinquante francs par action. 
La vente de Wiers a fait rentrer à la souche 570 actions, il en reste en circulation 5 518, qui, par un versement de cinquante francs auraient fourni 275 900 francs.
La rencontre du calcaire dans une galerie de recherches a amené une grande quantité d'eau, et l'exploitation a été suspendue. Il aurait fallu monter une machine d'épuisement, faire des dépenses importantes. Aussi les actionnaires ont refusé d'apporter de nouveaux fonds, et la liquidation de la Société a été décidée.

## Emprunt en 1863
D'après un prospectus répandu dans le public à la fin de 1861, la Société de Don tente, par l'entremise d'un banquier de Paris, l'émission d'un emprunt de quatre millions, destiné plus spécialement à la création du siège d'exploitation de Pommerœul, et à la construction d'un chemin de fer à Annœullin.
Cet emprunt est divisé en deux séries de 4 000 obligations chacune, émises à 410 francs, remboursables à 500 francs, et rapportant 25 francs d'intérêt par an, avec jouissance du 1er janvier 1862. Une Compagnie d'assurances garantit le remboursement des obligations à 500 francs, par trentième et par voie de tirage au sort, à partir de 1882, avec faculté, par la Société de Don, de commencer le remboursement à partir de 1866. Une prime fixe, prélevée sur les premiers fonds à provenir des souscriptions, doit être versée à la Compagnie d'assurances qui, moyennant ce versement, se substituerait à la Société de Don pour garantir et effectuer directement le remboursement des obligations.
Cet emprunt, le même qui a été voté par l'Assemblée générale du 28 août 1861, échoue complètement. Ainsi qu'il a été dit précédemment, il n'a été souscrit que 61 obligations.

## Concession
Peu de mois après le commencement de ses sondages, le 27 novembre 1857, la Compagnie de Don formule une opposition aux demandes de concession des Compagnies de Carvin, de Meurchin et de Lens. Plus tard, le 17 juin 1858, elle demande elle-même une concession.
L'instruction de cette demande se fait en même temps que celles des autres Sociétés qui ont exploré le nord du Bassin. Elle a été longue et laborieuse. Les Ingénieurs des Mines, dans leurs rapports, dénient à la Compagnie de Don tout droit à une concession, sauf à la faire indemniser par les Compagnies qui obtiendraient le territoire sur lequel elle a exécuté des travaux. Ses dépenses s'élèvent alors à 480 209,72 francs.
Il est proposé de lui servir une indemnité de 200 000 francs. Une autre proposition a été faite : c'est de donner une seule concession aux deux Sociétés réunies de Carvin et de Don. La fusion de ces Compagnies a été longuement débattue et discutée entre elles, et elle a été sur le point de s'accomplir. Cependant un revirement soudain s'opère dans les dispositions du Gouvernement, et le chiffre des dépenses alors faites par la Société de Don, 834 499,53 francs au 1er septembre 1860, n'a pas été sans influence dans ce revirement.
Quatre décrets, datés du 19 décembre 1860, instituent en même temps les quatre concessions d'Ostricourt, de Carvin, de Meurchin et d'Annœullin. Cette dernière est accordée aux sieurs Eckmann, Leuwart, Émile Arnould, Bouchard-Schmidt et Auguste Toffart, administrateurs et directeur de la Société de recherches de houille constituée le 13 juin 1857 sous le nom de Société de Don. Sa superficie est de 920 hectares.

## Fosse d'AnnœulIin
50° 31′ 23″ N, 2° 54′ 59″ E
La Compagnie de Don ouvre à Annœullin, fin 1858, un puits de quatre mètres de diamètre. On y rencontre les eaux à 4,50 mètres du sol, et en grande abondance. Une machine d'extraction de 60 chevaux, mettant en mouvement quatre pompes de 45 centimètres de diamètre, permet d'épuiser, jusqu'à environ trente mètres, une quantité d'eau qui s'éleve à 80 000 hectolitres par jour, mais à partir de trente mètres, les pompes ont cessé de fonctionner et le creusement se continue avec des tonneaux jusqu'à cinquante mètres.
La rencontre d'une nouvelle venue d'eau de 12 000 hectolitres par jour oblige de remonter les pompes que fait fonctionner de nouveau la machine d'extraction. La base du cuvelage est établie à 86,50 mètres. On atteint le terrain houiller à 131,86 mètres et la houille à 133,36 mètres, le 16 janvier 1860.
En continuant le creusement de la fosse, on rencontre deux veines : l'une, dite de Sainte-Marie, de soixante centimètres d'épaisseur, à 136,70 mètres, l'autre, dite de Saint-Émile, de 45 centimètres, en plusieurs sillons, à 140 mètres, et plusieurs passées, toutes inclinées vers le nord. Un accrochage est ouvert à 148,80 mètres, dans la veine Marie, et l'on commence, en 1860, à extraire un peu de charbon, tout en continuant l'approfondissement du puits, qui a été poussé jusqu'à 197,50 mètres. Au fond du puits, on a exécuté un trou de sonde de quarante mètres.
D'après un rapport, de M. H. Deroux, ingénieur, du 15 juillet 1861 :

« Les travaux d'exploitation n'ont eu lieu que dans la veine Sainte-Marie, ayant une puissance moyenne de 45 centimètres, la deuxième couche, divisée en plusieurs sillons, n'ayant pas permis jusqu'ici d'y préparer une exploitation fructueuse. Au point où fut pris l'accrochage, la couche présentait une assez forte pente au nord, pente qui se maintint sur une certaine distance dans la galerie de direction de l'ouest, mais cette pente ne tarda pas à décroître et à rendre la couche sensiblement horizontale. Cette galerie de direction de l'ouest se poursuit très régulièrement sans inflexion sensible. Quant à la galerie de direction ou d'allongement de l'est, elle ne tarda pas à s'infléchir presque brusquement vers le nord, avec tendance à tourner de plus en plus à l'ouest ; la couche, très inclinée à l'origine, ne tarda pas, dans un mouvement d'inflexion, à prendre une horizontalité de plus en plus marquée, de sorte que le champ à exploiter a maintenant une relevée de plus de cent mètres. »

Dans le rapport du conseil d'administration à l'assemblée générale du 7 juin 1854, il est dit :

« Nos richesses souterraines ont été doublées par la rencontre d'un second bassin à 500 mètres au nord de la fosse. Cette deuxième exploitation, bien que se faisant par le même puits, a réclamé des moyens spéciaux et des travaux préparatoires assez longs, mais enfin terminés et d'une manière fort heureuse,  l'extraction a atteint le chiffre de 245 048 hectolitres. Elle n'avait été durant l'exercice précédent, que de 189 787 hectolitres. »

## Rencontre du calcaire
Au niveau de 186 mètres, il a été exécuté une bowette de recherche au sud-est, dans la direction des veines reconnues par la fosse no 1 de Carvin. Cette galerie était arrivée au 20 décembre 1864, à 409,90 mètres de la fosse, à travers des terrains inclinés au nord de 18 à 20°, lorsqu'elle rencontre une pointe de calcaire carbonifère qui amène de l'eau.
Cette venue d'eau, jointe à celle que fournissent déjà les travaux, donne d'abord 400 hectolitres à l'heure. Son débit tombe ensuite à 350 hectolitres.
La machine d'extraction suffit à peine à l'épuiser, et l'exploitation a dû être arrêtée. Du reste, cette exploitation s'effectue dans des conditions très ruineuses. La veine Saint-Émile n'a ni régularité, ni continuité, et se présente en chapelets. La veine Sainte-Marie, exploitée d'abord avec avantage à l'étage de 161 mètres, avec une puissance de 45 centimètres en moyenne, est tombée à 33 centimètres, et ne donne que des pertes. Un autre champ d'exploitation, dit du Beurtia, à l'étage de 146 mètres, a donné, au début, du beau charbon. Mais la veine s'est aussi brouillée, et son exploitation est également en perte.
Le conseil d'administration, en exposant ces fâcheuses circonstances à l'assemblée générale du 6 février 1865, propose de cesser tous travaux d'exploitation, et de reporter tous les efforts sur la continuation de la galerie sud-est, qui a traversé le calcaire. On doit se préparer à prolonger cette galerie de 500 à 600 mètres avant de trouver et de mettre en exploitation de nouvelles couches, ce qui aurait exigé deux années, pendant lesquelles il y aurait eu à dépenser 245 000 francs répartis ainsi : 60 000 francs pour une nouvelle machine d'épuisement, 96 000 francs en travaux, 9 000 francs pour le remboursement des deux vingtièmes des obligations, 80 000 francs pour les intérêts d'emprunts et les obligations.
Mais il ne reste à la Société aucune ressource pour faire face à cette dépense, le Conseil ne voyant qu'un moyen de conjurer le péril en tentant une dernière fois la fortune. C'était le rapport, par chaque action, de cinquante francs. La vente de Wiers a fait rentrer 570 actions à la souche, il en reste 5 518 en circulation qui, à cinquante francs, donneraient 275 900 francs. Les actionnaires découragés n'ont pas accepté cette proposition, et la liquidation de la Société a été prononcée.

## Fosse de Wiers
La Société de Don craint de ne pas obtenir la concession qu'elle a demandée sur Annœullin, elle entreprend des recherches à Wiers en Belgique, à la limite nord-ouest du bassin houiller belge, vis-à-vis la concession de Château-l'Abbaye appartenant à la Compagnie de Vicoigne-Nœux.
Elle exécute plusieurs sondages, dont un recoupe une couche de houille maigre de 1,24 mètre, à la profondeur de cinquante mètres. Ce succès l'engage à ouvrir, en 1860, une fosse de quatre mètres de diamètre qui rencontra le terrain houiller à 39 mètres. D'après les prévisions basées sur l'inclinaison de la couche de 1,24 mètre traversée au sondage, on aurait dû rencontrer cette couche dans le puits, mais l'allure tourmentée des assises du terrain houiller, d'abord inclinées au sud, puis après au nord, a détruit cette espérance. Le puits est profond de 92 mètres.
On ouvrit, à 79 mètres, un accrochage et des galeries à travers bancs et la couche du sondage a été retrouvée et mise en exploitation. L'extraction a été de 110 165 hectolitres pendant l'exercice 1862-63, et de 140 908 hectolitres en 1863-64. Vers le milieu de l'année 1864, la Société de Don, pour échapper à une liquidation forcée, décide de mettre en vente son charbonnage de Wiers et ses sondages de Pommerœul-Hensies pour le prix de 800 000 francs, payable moitié en espèces, moitié en actions de la Société, ainsi qu'il a été dit précédemment. Cette vente a produit 266 650 francs espèces, dont 103 800 francs ont été consacrés à dégager une hypothèque mise sur le dit charbonnage, et a fait rentrer à la souche 570 actions.
Or, il a été dépensé, à Wiers, au 1er mai 1864 1 017 378,53 francs, soit 250 146,26 francs en frais de premier établissement, 51 301,88 francs en sondages, 65 144,41 francs en propriétés et constructions, 410 011,26 francs en construction de la fosse, 166 946,88 francs en machines, 1 105,11 francs en outillage et mobilier, 52 886,08 francs en magasin général et 19 836,65 francs en chemin de fer et rivage.
Le million dépensé à Wiers a été à peu près perdu. La Société de Don ne retire de cette dépense énorme pas plus de 150 000 francs nets.

## Sondages à Hensies et à Pommerœul
En même temps qu'elle ouvre une fosse à Wiers, la Compagnie de Don entreprend, en 1860 et 1861, deux sondages en Belgique, le long du canal de Mons à Condé. Le premier, dit de la Malmaison, sur Hensies, avait atteint le terrain houiller à 139,67 mètres. Il y a pénétré de 91,01 mètres et a traversé, outre trois veinules de quinze centimètres à 146,54 mètres, vingt centimètres à 159,56 et 163,10 mètres, trois couches de houille grasse de 72 centimètres d'épaisseur verticale à 172,30 mètres, un mètre à 188,96 mètres et 1,52 mètre à 224,51 mètres.
Le deuxième sondage, ou du Pont-de-Thulin, sur Pommerœul, rencontre, après avoir surmonté bien des difficultés, le terrain houiller à 243 mètres. Il est abandonné, en 1861, à 348,10 mètres, après avoir rencontré une couche de houille de 65 centimètres d'épaisseur à 301,61 mètres. La Société de Don a sollicité une concession de 1 128 hectares, sa demande subit les formalités de publications et d'affiches, mais il ne parait pas que cette concession lui ait été accordée par le Gouvernement belge. En 1864, on chercha à vendre ces recherches, il parait également qu'on ne trouva pas d'acheteur. La Société de Don y a dépensé 187 404,51 francs, dont elle n'a pas retiré pas un centime.

## Minerai de fer
L'un des sondages, no 239, sur Sainghin-en-Weppes, à 500 mètres environ du pont de Don, découvre, sous le tourtia et dans un terrain d'argile ferrugineux, un dépôt de minerai de fer hydroxydé, donnant à l'analyse une teneur de 38 % de métal. Ce minerai gît en trois couches de 3,87 mètres d'épaisseur à 133,64 mètres de profondeur, 4,28 mètres à 138,78 mètres et 1,19 mètre à 147,11 mètres. Ce dépôt de minerai, analogue aux gîtes belges et rhénans, doit être constitué en amas ou poches irrégulières.

## Production
La fosse d'Annœullin entre en exploitation en 1860. Son extraction reste toujours très faible. Elle est successivement de 8 342 tonnes en 1860, 10 512 tonnes en 1861, 14 220 tonnes en 1862, 23 000 tonnes en 1863 et 19 324 tonnes en 1864, soit un total de 75 398 tonnes.
L'exploitation, constamment improductive, est suspendue à la fin de 1864, à la suite de la rencontre du calcaire carbonifère qui a donné une venue d'eau de 400 hectolitres à l'heure.

## Nombre d'ouvriers
De 1860 à 1864, le nombre d'ouvriers employés par la Compagnie varie de 130 à 225. La production annuelle de l'ouvrier est très faible. Elle reste comprise entre 64 et 100 tonnes. La Compagnie a fait construire à Annœullin 34 maisons pour y loger son personnel.

## Gisement
Dans un rapport demandé en 1866, par la Compagnie de Meurchin, à Messieurs de Bracquemont et De Clercq, sur le parti à prendre au sujet de la fosse no 2, qui vient d'être inondée, on trouve le passage suivant relatif à la fosse d'Annœullin.

« Les sondages exécutés ont constaté l'existence d'un banc de calcaire carbonifère d'environ 600 mètres de largeur, qui isole la concession d'Annœullin du bassin houiller proprement dit. Aussi cette concession ne possède qu'un bloc de terrain houiller peu profond dans lequel la fosse d'Annœullin a exploité la seule couche de houille qu'il contient. Cette fosse, abandonnée en 1865, après avoir traversé, par une bowette vers l'est, à la profondeur de 186 mètres, une longueur de terrain houiller de 410 mètres, incliné de 18 à 20°, a atteint une venue d'eau considérable qui a forcé à abandonner les travaux. »

Deux analyses de la houille exploitée par la fosse d'Annœullin donnent 14,6 % de matières volatiles en 1862, et 13,16 % en 1876.

## Vente de la concession

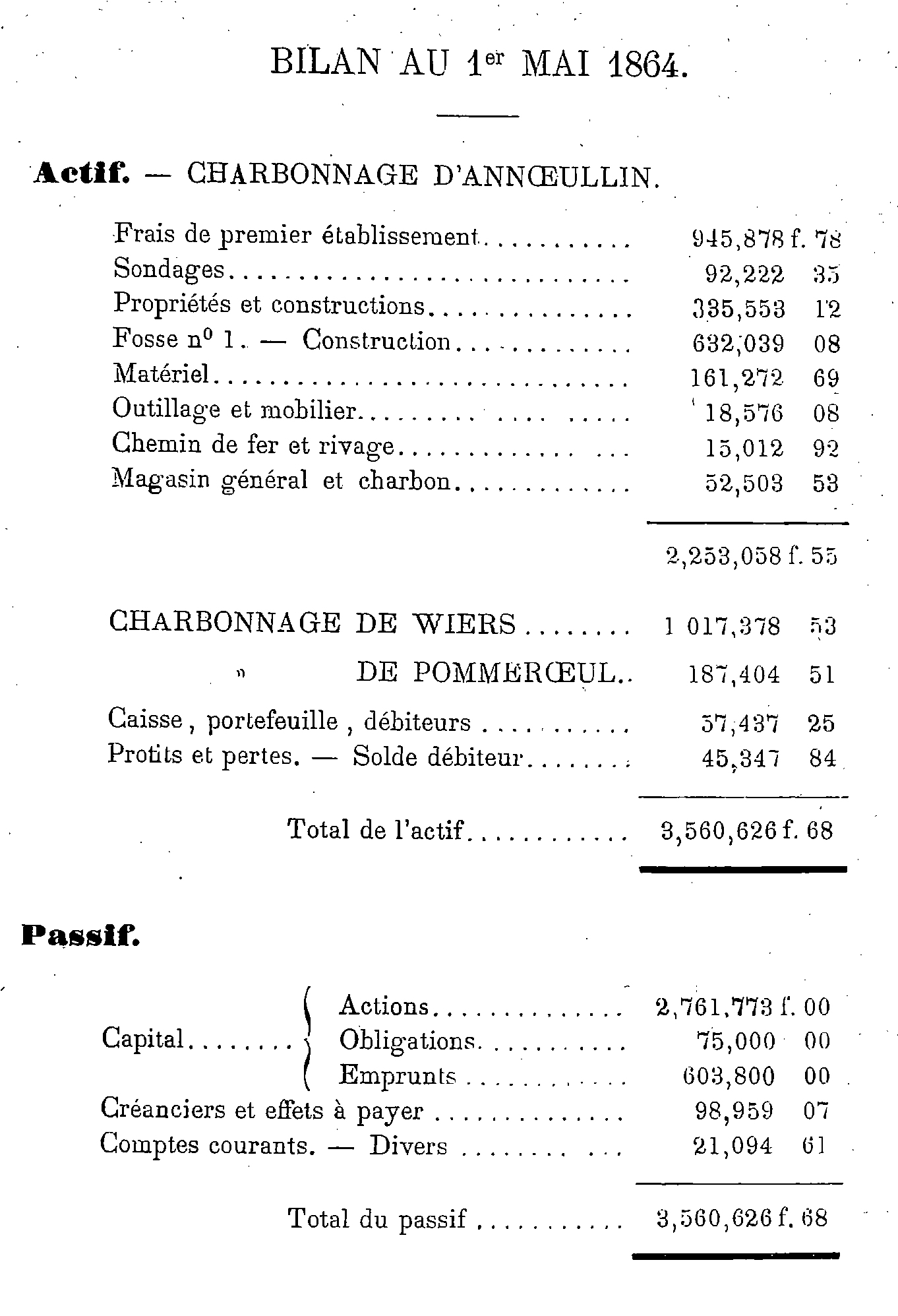
Bilan au 1er mai 1864.

En 1866, le charbonnage d'Annœullin, concession, immeubles, constructions, machine, outillage, magasin et marchandises sont mis judiciairement en vente.
Une première adjudication a eu lieu, le 5 mai, à un prix fort bas. La Compagnie de Béthune a mis une surenchère, et reste adjudicataire au prix de 120 000 francs, de compte à demi avec les créanciers de la Société d'Annœullin, qui ont voulu prendre une participation dans cet achat. Mais, en accord avec ses copropriétaires, elle la revend, en 1874, au prix qu'elle lui a coûté, à la Société d'Annœullin-Divion, se contentant, pour intérêts de son capital, de divers ustensiles qu'elle en a retirés.

## Valeur des actions
Sur les 3 000 actions de 1 000 francs, constituant le capital social, il n'a été émis, en 1859, que 800 actions libérées, attribuées aux fondateurs pour leur apport et 882 payantes soit 1 682 actions. Ces actions de mille francs ont été offertes à 900 francs en mars 1861. L'Assemblée générale du 25 juin 1861 décide le doublement des actions et rémission des actions de 500 francs à 400 francs, avec intérêt annuel de 5 % sur les sommes versées. Il n'a été souscrit que 365 actions.
Le 28 août de la même année, une nouvelle décision de l'Assemblée générale relative à l'émission de 2 676 actions de 500 francs, libérées à 400 francs, produisant 25 francs d'intérêt annuel, et conférant droit à pareil intérêt sur action ancienne de 500 francs, en résumé, cinquante francs d'intérêt pour 400 francs versés.
Malgré ces conditions si avantageuses, il n'a pu être placé que 1 720 actions. En 1862, il a été placé 1 604 autres actions aux-mêmes conditions. Elles ne sont toutefois cotées, pendant cette année, qu'à 170 francs à la Bourse de Lille. En 1863, les actions sont cotées à 300 francs et à 175 francs en 1864.
En février 1865, il y a en circulation 5 518 actions, déduction faite des 570 rentrées à la souche, à la suite de la vente du charbonnage de Wiers. À la liquidation de la Société, en 1866, les actions privilégiées, comme les actions ordinaires, perdent toute valeur. Le produit de la vente de l'établissement, 120 000 francs, ne couvre qu'une faible partie des dettes de la Société.

## Vestiges
La tête de puits est matérialisée, ce qui permet sa surveillance par le BRGM. Il subsiste à proximité de l'ancien carreau de fosse quelques habitations.